# São Francisco (Minas Gerais)
São Francisco is een gemeente in de Braziliaanse deelstaat Minas Gerais. De gemeente telt 55.141 inwoners (schatting 2009).

## Aangrenzende gemeenten
De gemeente grenst aan Brasília de Minas, Chapada Gaúcha, Icaraí de Minas, Januária, Japonvar, Luislândia, Pedras de Maria da Cruz en Pintópolis.

## Galerij

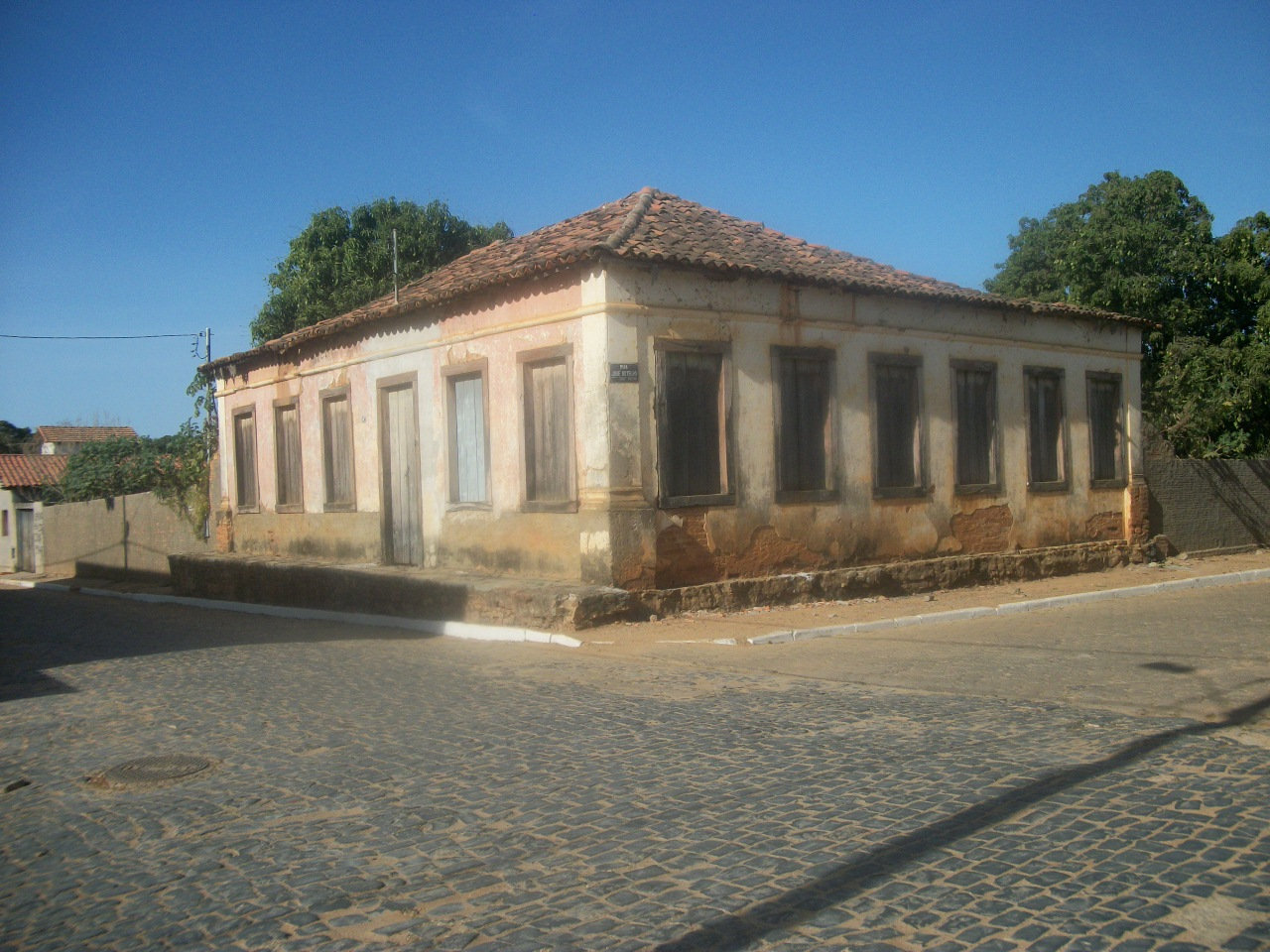
Het huis casa dos Cassi
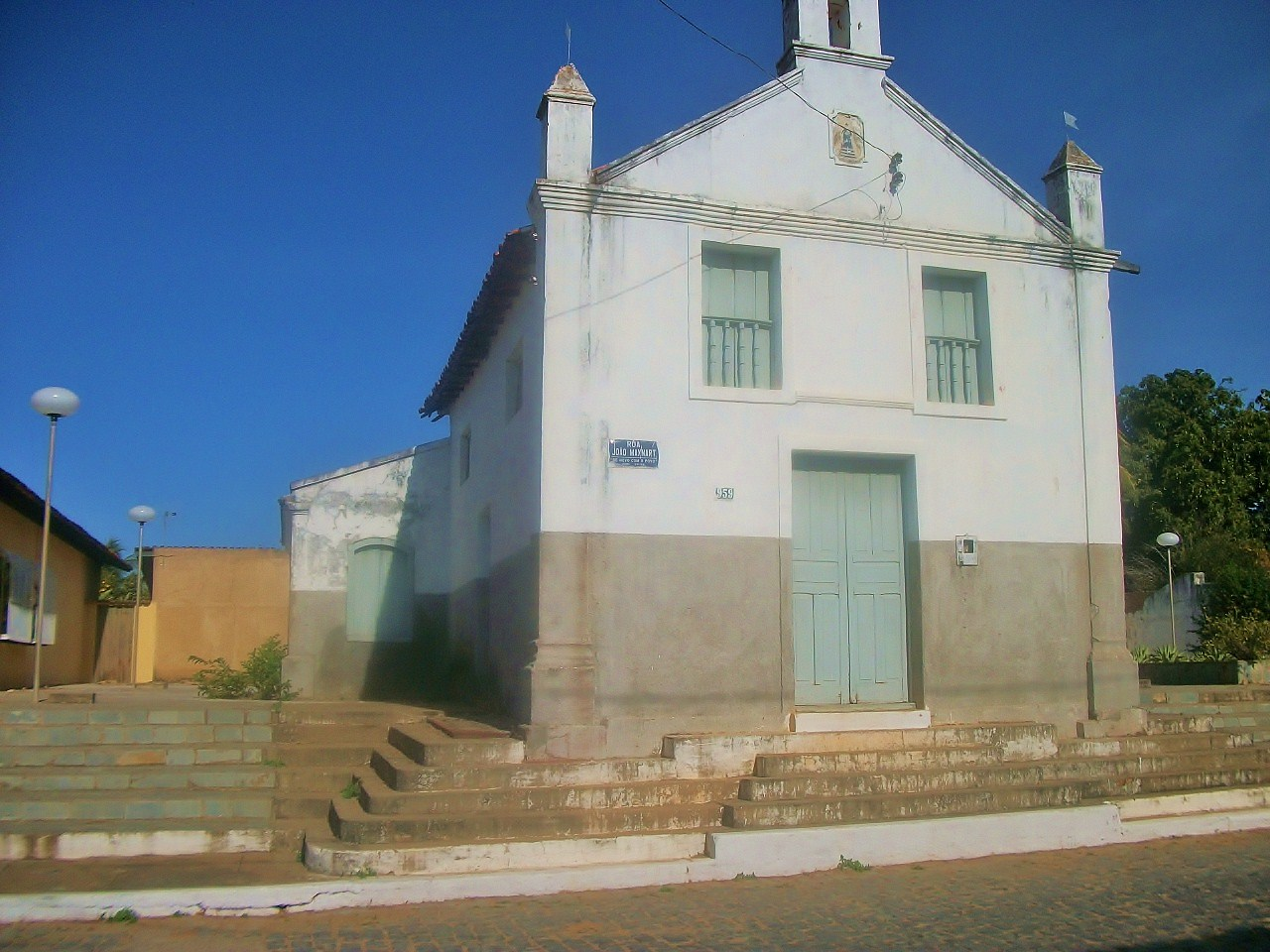
Katholieke kerkje São Félix in São Francisco